# Rijks Hogere Burgerschool (Groningen, Kamerlingheplein)
De Rijks Hogere Burgerschool (1868) is een voormalige school aan het Kamerlingheplein in de Nederlandse stad Groningen.

## Achtergrond
In 1862 ontwierp J.G. van Beusekom de RHBS aan de Pelsterstraat in de stad, die al snel te klein bleek te zijn. Architect Herman Raammaker ontwierp een nieuw schoolgebouw in neoclassicistische stijl, op de hoek van de Nieuwe Kijk in 't Jatstraat en de Grote Kruisstraat, dat in 1868 werd opgeleverd. Het ontwerp maakte deel uit van de Nederlandse inzending voor de wereldtentoonstelling van 1876 in de Amerikaanse stad Philadelphia. Jan Vrijman ontwierp in 1908 het bijgebouw, bedoeld als scheikunde- en tekenlokaal, aan de zijde van de Grote Kruisstraat.

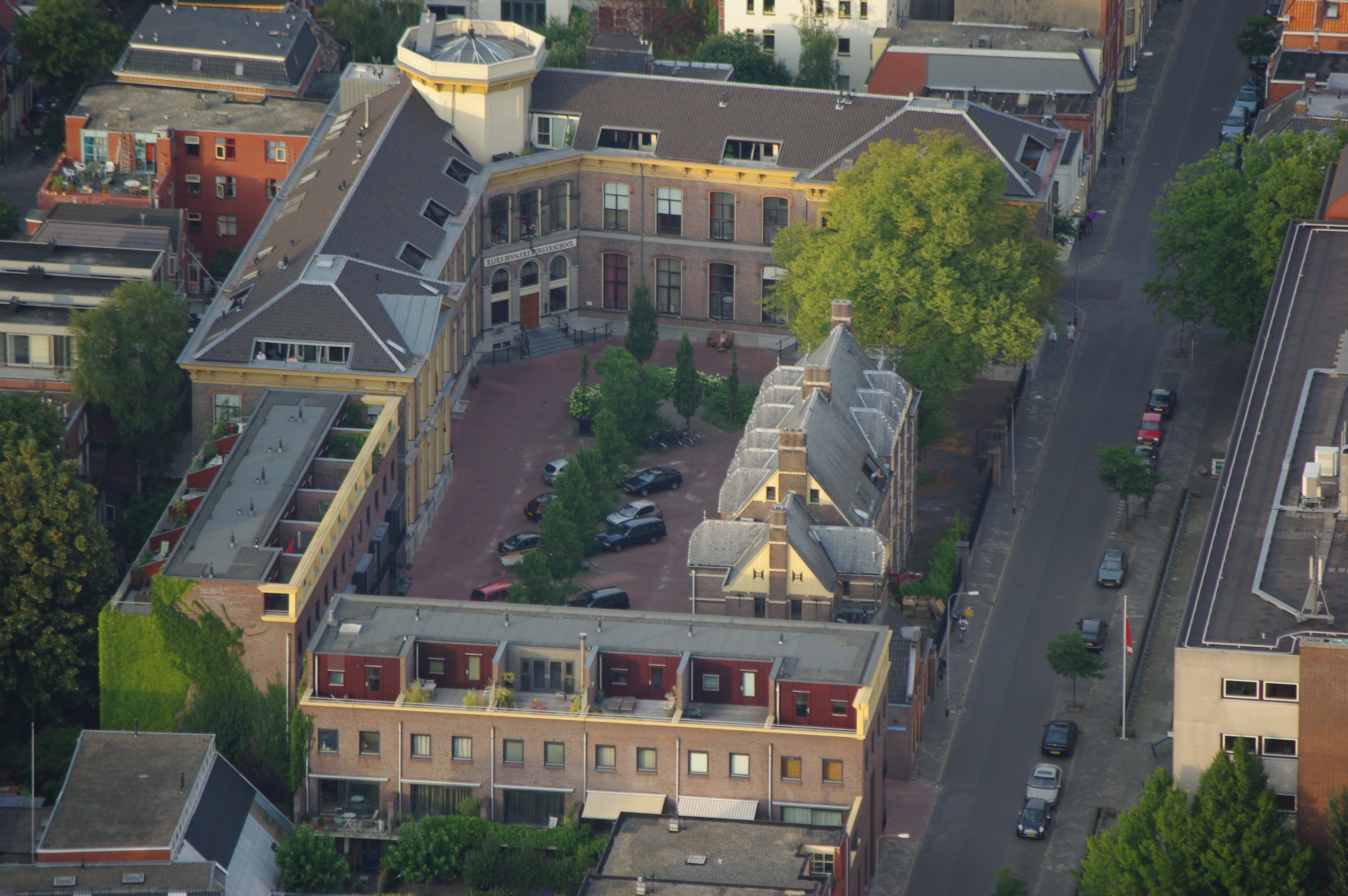
Bovenaanzicht

In 1968 werd de voormalige RHBS omgevormd tot de Rijksscholengemeenschap Kamerlingh Onnes, later bekend als Kamerlingh Onnes College en na een fusie in de jaren negentig als Reitdiep College. Het College verhuisde naar nieuwbouw en in 2001 werd het voormalig schoolgebouw omgebouwd tot appartementen. Het adres veranderde daarbij van Grote Kruisstraat 1-7 naar Kamerlingheplein 1-13.

## Beschrijving
Het gebouw is opgetrokken in baksteen op een L-vormige plattegrond en telt twee bouwlagen. De noordelijke vleugel is elf traveeën breed, de oostelijke negen. Beide vleugels eindigen in een risaliet bekroond door timpanen met reliëfs en bloemmotieven. De entree is aangebracht in de middenpartij en is drie traveeën breed. Deze heeft drie rondboogopeningen op de begane grond, paneeldeuren en een brede stoep. Boven de ingangspartij is een veelhoekige sterrenobservatiepost geplaatst. 

### Monumentenstatus
Het gebouw werd in 1995 als rijksmonument ingeschreven in het monumentenregister, het heeft "cultuurhistorische en architectuurhistorische waarde vanwege de architectonische en esthetische kwaliteiten van het ontwerp en vanwege de architectonische gaafheid van het exterieur. Tevens is het gebouw van belang vanwege zijn betekenis voor de geschiedenis van het middelbaar onderwijs in de stad Groningen."